# Horst Greuel
Horst Greuel (* 21. Januar 1936) ist ein ehemaliger deutscher Fußballspieler. Der Halbstürmer beziehungsweise Außenläufer im damals praktizierten WM-System absolvierte von 1955 bis 1963 in der erstklassigen Stadtliga Berlin für seinen Verein Tasmania Berlin 186 Ligaspiele und erzielte dabei zwölf Tore. In den Jahren 1959, 1960 und 1962 gewann er mit Tasmania die Berliner Meisterschaft und zog damit in die Endrunde um die deutsche Fußballmeisterschaft ein wo Greuel 14 Spiele (1 Tor) bestritt. In der Saison 1962/63 lief der ehemalige Jugendspieler auch zweimal im Messecup in den Spielen gegen Stad Utrecht (2:3, 1:2) auf.

## Laufbahn
In seinem letzten Spieljahr als Junior, 1954/55, gewann Greuel mit Tas die Meisterschaft in der Jungliga und wurde auch in der Rückrunde in vier Spielen (2 Tore) in der 1. Mannschaft in der Amateurliga unter Trainer Gerhard Graf eingesetzt. Durch die Vizemeisterschaft stieg Tasmania in die Vertragsliga auf. Greuel absolvierte eine kaufmännische Ausbildung. Am 4. September 1955 debütierte der Nachwuchsspieler bei einem 4:0-Sieg gegen Union mit einem verwandelten Elfmeter im Berliner Fußball-Oberhaus. In 21 Ligaeinsätzen erzielte er sechs Tore und Tas landete auf dem 9. Rang. Mit dem Verein wurde er 1959, 1960 und 1962 unter Trainer Fritz Maurischat Meister und nahm an den Endrunden um die Deutsche Fußballmeisterschaft teil. Sein erstes Spiel in der Endrunde um die deutsche Meisterschaft führte ihn in das Stadion Rote Erde nach Dortmund zum Spiel am 16. Mai 1959 gegen den Meister der Oberliga West, Westfalia Herne. Vor Torhüter Hans-Joachim Posinski bildeten bei der „Langen Garde“ aus Neukölln mit Hans-Jürgen Bäsler, Horst Talaszus, Horst Mauruschat, Eckhardt Peschke und Greuel den Defensivverbund. Durch ein Tor von Gerhard Clement in der 39. Minute ging das Spiel vor 30.000 Zuschauern 0:1 verloren. Das erste Heimspiel am 23. Mai sahen im Olympiastadion 70.000 Zuschauer und der Berliner Meister trotzte dem Südvizemeister Kickers Offenbach ein 2:2-Remis ab. Am 30. Mai waren 90.000 Zuschauer bei der 0:2-Niederlage durch zwei Tore von Uwe Seeler im Olympiastadion. In die zweite Endrunde startete der Berliner Titelverteidiger am 15. Mai 1960 mit einem 2:1-Auswärtserfolg gegen den FK Pirmasens und einem 2:1-Heimerfolg gegen SV Werder Bremen am 21. Mai. Bei der 1:2-Heimniederlage am 29. Mai gegen den späteren Finalisten 1. FC Köln gelang Greuel in der 90. Spielminute der Anschlusstreffer. Die Gruppenspiele beendete Tasmania am 18. Juni 1960 mit einem 5:2-Heimerfolg gegen Pirmasens und nahm mit 6:6 Punkten den 3. Rang ein. Die „Einfach-Runde“ im Weltmeisterjahr 1962 brachte einen 1:0-Erfolg gegen Borussia Neunkirchen, ein 1:1-Remis gegen den FC Schalke 04 und die entscheidende 1:2-Heimniederlage gegen den 1. FC Nürnberg mit sich. Mit 3:3 Punkten beendete der Berliner Meister die Gruppenspiele auf dem 2. Rang. Die Standardläuferreihe war dabei in der Besetzung mit Hans-Günter Becker, Peschke und Greuel aufgelaufen.
Da Hertha BSC als Berliner Vertreter in die neu startende Fußball-Bundesliga ab 1963/64 aufgenommen wurde, startete Tasmania 1900 in der zweitklassigen Regionalliga Berlin. Tas wurde erster Meister und spielte eine Aufstiegsrunde mit 6:6 Punkten gegen den Überraschungsaufsteiger Borussia Neunkirchen, FC Bayern München und FC St. Pauli. Greuel konnte dabei aber nicht mehr aktiv mitwirken; am 19. April 1964 hatte er sich eine schwere Knieverletzung beim Spiel gegen Tennis Borussia zugezogen und musste eine Knieoperation durchführen lassen. Nach 17 Regionalligaeinsätzen 1963/64 war für Greuel die Regionalligaära beendet. In der Saison 1964/65 schaffte er nicht mehr die Rückkehr in den Rundenbetrieb. Zum 30. Juni 1965 beendete der vierfache Berliner Pokalsieger (1958, 1961, 1962, 1963) seine Karriere als Vertragsfußballer. Insgesamt bestritt er 342 Spiele für Tasmania.
Danach spielte er noch in der 5. Mannschaft von Südost und zwei Jahre bei den Senioren des VfB Hermsdorf.